# 赫尔穆特·克尼希
赫尔穆特·克尼希（德語：Helmut Körnig，1905年9月12日—1972年3月5日），德国男子田径运动员。他曾代表德国参加1928年和1932年夏季奥林匹克运动会田径比赛，获得二枚银牌和一枚铜牌。